# José María Hinojosa
Pour les articles homonymes, voir Hinojosa (homonymie).
Œuvres principales
La Flor de Californía
José María Hinojosa, né à Campillos le 17 septembre 1904 et mort à Malaga le 22 août 1936 , est un poète, éditeur et avocat espagnol appartenant à la Génération de 27.
Introducteur en Espagne de la poésie surréaliste et codirecteur en 1929, avec Emilio Prados, de la revue Litoral.
Il meurt assassiné en 1936, au début de la Guerre civile espagnole, au cours des sacas de presos que l'Armée populaire de la République espagnole effectue à Malaga, à la suite du soulèvement nationaliste des 17 et 18 juillet 1936 en Espagne.

## Biographie

### Jeunesse et formation
Appartenant à une riche famille de propriétaires terriens, conservatrice et très religieuse, il arrive à Malaga pour passer le baccalauréat comme élève interne du Collège San Fernando. En 1918, sa famille déménage à Malaga.
Au début des années 1920, Hinojosa commence à se mettre en relation avec la bohème artistique de la ville, qui se réunissait dans les groupes de discussion du Café Inglés. Il y rencontre de jeunes poètes tels que Emilio Prados, Manuel Altolaguirre, José Moreno Villa ou José María Souvirón. En 1921, il s'inscrit à l'Université de Grenade pour étudier le droit. Il devient ami avec Federico García Lorca, qui étudie également là-bas, puis part finir ses études à Madrid, où il est diplômé en 1926. Là-bas, et depuis 1923, il entre en contact avec les milieux poétiques et picturaux, devenant ainsi témoin de l'avant-garde artistique de ces années.

### Carrière de poète
En 1923, il édite avec Manuel Altolaguirre et José María Souvirón la revue Ambos, faisant l'écho du dadaïsme, de l'expressionnisme et du futurisme, et recueillant la littérature, la peinture, la musique, les critiques et les traductions qui marqueront la ligne de futures revues malagueñas importantes, telles que Litoral ou Vida Gráfica. Hinojosa publie dans Ambos ses premiers vers : Poema de Invierno.
Ses premiers livres, Poema del campo (Madrid, 1925) et Poesía de perfil (Paris, 1926), possèdent une nature arcadienne et symboliste, influencée par Juan Ramón Jiménez. Attiré par les avant-gardistes, mais également pour étudier le français à la Sorbonne, il part à Paris en 1925. Il se rapproche de la jeune génération de peintres — en particulier l'École de Paris : Joaquín Peinado, Manuel Ángeles Ortiz, Benjamín Palencia, etc. — ainsi que des écrivains contemporains, comme le cubain José María Chacón et l'hispaniste Jean Cassou. Au contact de tous ces artistes, il assimile les esthétiques de l'avant-garde, parmi lesquelles le surréalisme d'André Breton, vers où il orientera sa poésie.
En 1927, il publie son recueil poétique La rosa de los vientos (Malaga, 1927). C'est son livre le plus court, avec seulement 18 poèmes, où l'influence de l'avant-garde, du futurisme et de l'ultraïsme est évidente. Ses publications apparaissent dans de belles éditions indépendantes, avec des illustrations de ses amis peintres, dont Salvador Dalí, Benjamín Palencia et Moreno Villa.
En 1928, après un bref séjour à Londres, il entreprend un voyage pour les pays nordiques et l'URSS en compagnie de José Bergamín et Rosario Arniches, qui sont en voyage de noces, mais revient déçu de ce qu'a accompli la révolution russe. Il protège Dalí et Gala quand ils passent des vacances à Torremolinos, après avoir échappé à Paul Éluard. Cette même année, il devient codirecteur de la revue Litoral.
Il publie Orillas de la luz (Malaga, 1928) et La Flor de Californía (Madrid, 1928), écrits un an plus tôt, ou même en 1925 pour certains textes, et qui montrent un auteur qui possède un univers original qui lui est propre. Dans le deuxième livre, il y a des réminiscences des Chants de Maldoror, du Comte de Lautréamont, ainsi que des pointes d'humour poétiques inspirées par Ramón Gómez de la Serna. Dans la deuxième parte, Textos oníricos, la trame argumentaire des premiers chapitres disparaît, et le récit devient un poème en prose, dans un exercice d'écriture automatique totalement surréaliste. Ce libre est l'un des plus remarquables du surréalisme espagnol, d'autant plus qu'il est le premier livre de ce style qui est publié en Espagne ; il est édité avec des dessins de Joaquín Peinado le 2 avril 1928 par la fameuse imprenta sur, une imprimante unique, qui servait également pour la revue Litoral. Le surréalisme de Hinojosa est en avance sur celui de Lorca (Poeta en Nueva York) ou Alberti (Sobre los ángeles (es)). Du fait du contexte historique extrêmement idéologisé, politisé et radical, Hinojosa est injustement et fortement critiqué par des auteurs ou des critiques communistes tels que José Bergamín ou Juan Ramón Masoliver, qui le discréditent, dédaignent son œuvre, le qualifiant de « bohème friqué » ou de « fils a papa andalou ».
En 1931, il publie son dernier livre, La Sangre en libertad, également surréaliste. Un an auparavant il a commencé une relation tumultueuse avec Ana Freüller Valls, ce qui se laisse noter dans son œuvre, pleine de vives et violentes images surréalistes, d'agonie et de sexualité, qui laissent préfigurer le final tragique de l'auteur.

### Engagement politique et exécution
Depuis la proclamation de la Seconde République espagnole, il commence une intense activité politique dans des partis conservateurs. Il publie alors plus de 150 articles dans la presse de Malaga. En août 1932, il est arrêté à la suite de la Sanjurjada pour ses meetings dans la Communion Traditionaliste, puis est libéré deux semaines plus tard. Après les élections de 1933, il est nommé Délégué du gouvernement de la conférence hydrographique du sud de l'Espagne, dont le siège est à Malaga, et s'y consacre pendant plusieurs mois.
En 1936, il ouvre un buffet d'avocats avec José María Barrionuevo et se présente aux élections générales. À la suite du soulèvement nationaliste des 17 et 18 juillet 1936, il est de nouveau détenu, ainsi que son père et son frère, accusés d'être des « fascistes ». Il voit pour la dernière fois Ana Freüller le 20 juillet de la même année. José María Hinojosa est considéré comme l'un des principaux représentants de la tendance fascisante de l'avant-garde artistique et littéraire espagnole, avec Ernesto Giménez Caballero et Ramón Sijé (es).
Le 22 août 1936, José María Hinojosa, son père et son frère, ainsi que Luis Altolaguirre, le frère de Manuel, et 46 autres détenus, sont fusillés face au mur du cimetière de San Rafael par un groupe de miliciens de l'Armée populaire de la République espagnole, qui ont auparavant pris possession de la Prison Provinciale Modelo de Madrid — il s'agit des sacas de presos — comme représailles des bombardements sur les dépôts de la CAMPSA effectués par l'aviation franquiste.